# Jamanota
De Jamanota vormt met zijn 188 meter hoogte het hoogste punt op het eiland Aruba en is zichtbaar van het hele eiland. De berg ligt in het Nationaal park Arikok. Wilde geiten en de ezels lopen er vrij rond. Aan de zuidkust van de berg waar Indianen hun eiland tegen de Fransen verdedigden is het gebied bekend om zijn wilde parkieten. De top is goed bereikbaar via de weg (deels per auto) die naar het verbindingstation op de top leidt.

## Etymologie
Jamanota is een woord uit de Arawak-taal en kan enigszins als volgende verklaard worden: JA of YA is geest; MA is groot of grote geest; NO is achtervoegsel duidt een meervoudaan; TA is bron. Jamanota  kan dus geïnterpreteerd worden als "Bron van Grote Geesten". 